# Liga Gaúcha de Futsal de 2019
A Liga Gaúcha de Futsal de 2019 foi a terceira edição da Liga Gaúcha de Futsal, principal competição de futsal no estado do Rio Grande do Sul. Disputada entre 1 de junho e 12 de dezembro, encerrou com a equipe do Atlântico de Erechim campeã, ao derrotar o Guarany de Espumoso na final.
A edição contou com um fato trágico durante a disputa. No dia 13 de julho, o ônibus da equipe do Passo Fundo Futsal sofreu um acidente quando retornava do jogo diante do Uruguaianense, em São Borja. No acidente, o ala Pablo Yago Radaelli, de 21 anos, acabou morrendo. Ele era um dos artilheiros da competição naquele momento e um dos principais jogadores da equipe do Passo Fundo. Várias homenagens foram prestadas após a sua morte, tanto pela sua equipe quanto pelos adversários.

## Finais

### Primeiro jogo
| 7 de dezembro de 2019 | Guarany                                                      | 3 – 3  | Atlântico                                            | Módulo Esportivo de Espumoso, Espumoso |
| 19:00                 | 16'45"' Marquinhos · 23' 20"' Marquinhos · 32' 23"' Buguinha | Resumo | 15' 5"' Allan · 24' 15"' Barbosinha · 31' 53"' Allan | Árbitro: Peter Maia Henrique Pilleti   |

### Segundo jogo
| 12 de dezembro de 2019 | Atlântico                                                                  | 4-0    | Guarany | Caldeirão do Galo, Erechim |
| 18:30                  | 5'47"' Barbosinha · 14' 04"' Allan · 18' 25"' Deivão (gc) · 39' 05"' Lucas | Resumo |         |                            |